# Сумако (вулкан)
Сумако (исп. Sumaco) — изолированный стратовулкан в западной части бассейна реки Амазонка, в Эквадоре. Высота основной вершины вулкана составляет 3990 метров над уровнем моря. Последнее извержение вулкана состоялось в 1895 году.

## Физико-географическая характеристика
Вулкан Сумако находится в западной части бассейна реки Амазонка, в Эквадоре, провинция Орельяна, и является самой высокой точкой провинции. Сумако лежит в стороне от основной горной цепи Анд, и является изолированной вершиной, отделённой от неё долиной Лоланда и рекой Кихос. Вулкан расположен в 105 километрах на юго-восток от столицы Эквадора Кито. В 60 километрах к западу от вулкана Сумако расположен вулкан Антисана.
Вулкан Сумако имеет относительно симметричную форму, несмотря на то, что он находится в области сильных дождей и эрозии. Вулкан имеет кратер на вершине размером 300x400 метров. В основном вулкан сложен из меловых осадочных пород, в его структуре также встречаются базаниты, фонолиты, чем он отличается от основной цепи Анд.

## Извержения
Коническая форма вулкана говорит о его недавней активности. Исследования морфологии вулкана показали, что последние извержения могли происходить с 1895 года вплоть до 1933 года, однако исторических наблюдений за вулканом в то время не велось. В настоящее время вулкан неактивен, специальных наблюдений за активностью не проводится.

## Природа
Вулкан Сумако находится на территории национального парка Сумако. Большая часть территории парка и вулкана покрыта лесами. В окрестностях вулкана встречается более 6000 видов сосудистых растений, в том числе более 90 эндемиков. Есть также ряд эндемичных животных, в частности, жаба Osornophryne sumacoensis и лягушка Pristimantis ernesti встречаются только на вулкане Сумако.